# Municipio de Mills River
Mills River Township es un municipio del condado de Henderson, Carolina del Norte, Estados Unidos. Según el censo de 2020, tiene una población de 14 137 habitantes.
Es una subdivisión exclusivamente geográfica, por cuanto el estado de Carolina del Norte no utiliza la herramienta de los townships como gobiernos municipales.

## Geografía
Está ubicado en las coordenadas 35°23′17″N 82°37′36″O / 35.38806, -82.62667 (35.388123, -82.626674).